# نيكوس فاسيليو
نيكوس فاسيليو (باليونانية: Νίκος Βασιλείου)‏ هو لاعب كرة قدم يوناني، ولد في 1 أبريل 1977. لعب مع Thrasyvoulos F.C. ‏.